# Loïc Bruni
Loïc Bruni (Nice, 13 de maio de 1994) é um desportista francês que compete no ciclismo de montanha na disciplina de descenso. Ganhou quatro medalhas de ouro no Campeonato Mundial de Ciclismo de Montanha, entre os anos 2015 e 2019.

## Palmarés internacional
| Campeonato Mundial | Campeonato Mundial         | Campeonato Mundial | Campeonato Mundial |
| Ano                | Lugar                      | Medalha            | Competição         |
| ------------------ | -------------------------- | ------------------ | ------------------ |
| 2015               | Vallnord ( Andorra)        | Medalha de ouro    | Descida            |
| 2017               | Cairns ( Austrália)        | Medalha de ouro    | Descida            |
| 2018               | Lenzerheide ( Suíça )      | Medalha de ouro    | Descida            |
| 2019               | Mont-Sainte-Anne ( Canadá) | Medalha de ouro    | Descida            |